# 桂田勝
桂田勝（日语：かつらだ まさる，1942年—2013年4月24日），日本東京都人，為汽車工程師。曾主導開發設計第三代速霸陸Legacy等車款，曾任富士重工業（今速霸陸）常務執行役員兼速霸陸技術研究所所長、速霸陸技術國際社長等職務。

## 生平簡歷
1966年進入富士重工業（今速霸陸）工作，1971年秋季外派至美國密歇根大學高速汽車研究所擔任客座研究員，1983年調至速霸陸技術本部車體研究實驗部。1998年上市的第三代速霸陸Legacy，即是由桂田率領開發團隊而完成。2001年6月升任富士重工業常務執行役員兼速霸陸技術研究所所長，同年10月則調至速霸陸技術國際（習稱STI）擔任社長一職。2003年7月擔任STI專任，常擔任速霸陸競速賽事的總指揮。2013年4月24日因咽喉癌去世，享壽70歲。

## 內部連結
- 速霸陸
- 速霸陸技術國際